# 埃里克·格雷滕斯
埃里克·罗伯特·格雷滕斯（英語：Eric Robert Greitens，/ˈɡraɪtənz/ GRY-tənz；1974年4月10日—）是美国的一位政治人物。他代表共和黨在2016年參選密蘇里州州長並當選。2013年，他被時代雜誌選入年度百大人物。2018年，他因捲入婚外情醜聞而宣布辭職。

## 外部連結
- C-SPAN內的頁面（英文）
- 《查理·罗斯访谈录》上的埃里克·格雷滕斯
- WorldCat 聯合目錄中埃里克·格雷滕斯的著作或與之相關的著作